# ピエトラッボンダンテ
ピエトラッボンダンテ（イタリア語: Pietrabbondante）は、イタリア共和国モリーゼ州イゼルニア県にある、人口約700人の基礎自治体（コムーネ）。

## 地理

### 位置・広がり

#### 隣接コムーネ
隣接するコムーネは以下の通り。
- アニョーネ
- カステルヴェッリーノ
- キアウチ
- チヴィタノーヴァ・デル・サンニオ
- ペスコランチャーノ
- ポッジョ・サンニータ

## 行政

### 分離集落
ピエトラッボンダンテには、以下の分離集落（フラツィオーネ）がある。
- Arco, Macere, Ortovecchio, Ragusa-San Vincenzo, Sant'Andrea, Troilo, Vigna La Corte